# Arthur Bryks
Arthur Sakan Bryks (Fałków, 1890 – Genova, 1970) è stato un pittore e scultore russo.

## Biografia
Arthur Bryks nasce nel 1890 a Falkow, un villaggio nella zona polacca dell'Impero Russo, da una famiglia benestante di tradizione ebraica. Per compiacere i suoi genitori si dedicò fin da molto giovane agli studi teologici ma finì poi per intraprendere la via della musica. Studiò e si perfezionò da illustri maestri dell'epoca, prima al Conservatorio di Varsavia, poi a Vienna ed infine al Conservatorio di Basilea, dove conseguì brillantemente il diploma di canto. 
Nonostante fosse iniziata per Arthur Bryks una brillante carriera di cantante lirico, ben presto scoprì la sua propensione per le arti visive. Studiò all'Accademia delle Belle Arti di Basilea (1915) e poi iniziò a frequentare studi di artisti a Zurigo, Parigi, Berlino, Monaco e Weimar.
Nel 1916 Arthur Bryks si sposò con Vena Weimann, una violinista che aveva conosciuto al Conservatorio. Insieme andarono ad abitare a Zurigo nella stessa casa dove viveva il famoso compositore Ferruccio Busoni. L'amicizia con Busoni aprì ad Arthur Bryks ampi orizzonti nel mondo artistico e culturale dell'allora effervescente Zurigo, centro di attrazione per molte personalità ed artisti. Qui, nacque nel 1916 il movimento dadaista su iniziativa di un gruppo di intellettuali che desideravano ribellarsi alle convenzioni artistiche ufficiali. Fu un periodo di formazione importantissimo in cui Arthur Bryks ebbe modo di incontrare famosi scienziati, artisti, letterati e uomini politici che avevano un comune desiderio di evoluzione culturale e sociale.
Nel 1918 Arthur Bryks si trasferisce ad Ascona che era diventata con Zurigo e Berna, un luogo prediletto da emigranti intellettuali ed artisti. In quello stesso anno si trasferirono ad Ascona anche molti altri artisti come Marianne von Werefkin, Alexej von Jawlensky, Arthur Segal, Cesar Domela, i dadaisti Hugo Ball, Hans Arp, Hans Richter e molti altri. 
Ad Ascona, Arthur Bryks lavorò nell'ambiente effervescente della scuola di Arthur Segal, che fu uno dei suoi maestri più importanti. Prima di stabilirsi ad Ascona, Arthur Segal (impressionista e dadaista) era vissuto a Berlino sin dal 1904. Il suo studio era frequentato dagli artisti più importanti dell'epoca che appartenevano ai gruppi del Die Brücke (Fritz Bleyl, Erich Heckel, Ernst Ludwig Kirchner, Karl Schmidt-Rottluff, Emil Nolde, Max Pechstein e Otto Mueller) e del gruppo Der Blaue Reiter (Vasilij Kandinskij, Franz Marc, Paul Klee, August Macke, Alexej Jawlensky.
Quando Segal venne in Svizzera (1918), patria del pittore Giovanni Segantini che tanto ammirò ed ispirò la sua arte, aveva già partecipato a molte esposizioni in tutta la Germania, passando al Post-Impressionismo e poi unendosi ai primi Espressionisti. il giungere della prima guerra mondiale, lo aveva inorridito facendo crollare i suoi ideali. Per questo Segal decise di andare ad Ascona, richiamato dal clima mite ma anche dall'effervescenza in campo filosofico, teosofico ed artistico. Qui dopo un periodo di convalescenza spirituale in cui si dedicò a molti scritti filosofici-religiosi che più tardi fornirono la tematica alle sue opere, fondò la scuola di pittura per allievi già di una certa levatura artistica. Arthur Bryks era entusiasta degli insegnamenti di Segal ed invitò ad Ascona colleghi e amici sparsi in diversi paesi per incontrare Segal. 
Ad Ascona si viveva di continui incontri e discussioni tra artisti ed intellettuali. Accadeva che, benché ognuno avesse il suo studio, sovente gli artisti che si incontravano, presi dalla foga di una interessante conversazione. Succedeva che due, talvolta tre colleghi attingessero i colori dalla stessa tavolozza, usandoli ognuno a modo suo e, chi al cavalletto, chi su un tavolo, chi appoggiando su un asse carta o cartone (raramente su tela essendo molto cara allora), crearono opere di grande interesse.
In questo periodo Arthur Bryks strinse amicizia con molti artisti ed intellettuali tra cui anche Alexey Jawlensky e Marianne von Werefkin, entrambi di origine russa come Bryks. E proprio nello stesso periodo, Marianne von Werefkin, amante, mecenate e sostenitrice finanziaria di Alexej Jawlensky (ex-ufficiale dell'esercito russo), con l'avvento della Rivoluzione russa perse la pensione che riceveva dallo Zar e cadde insieme a Jawlensky in un periodo di grave povertà. I molti amici tra cui anche Arthur Bryks li sostennero come poterono. 
Agli inizi degli anni venti, Arthur Bryks seguì a Berlino Arthur Segal, iniziando a lavorare in modo indipendente e partecipando in pieno alla vita artistica del momento. Ogni martedì Arthur Bryks era solito recarsi insieme all'amico e artista Hans Looser a casa di Wassily Kandinsky partecipando ad animate discussioni con altri artisti amici, quali Paul Klee e Alexey Jawlensky. A Berlino Arthur Bryks ha modi di frequentare ed insegnare alla scuola di architettura, arte e design del Bauhaus di Berlino, dove insegnava anche Kandinsky. Nello stesso periodo sua moglie Vena frequenta la scuola di design applicato Reimann Schule diretta da ottimi maestri come Georg Tappert ed altri. Esercitazioni nelle nuove strutture ornamentali (che hanno avuto influenza su non pochi artisti della grafica) furono anche applicate alla ceramica, tappezzeria e batica su stoffa, campo quest'ultimo in cui Vena Bryks si affermava sempre di più. Era il seme per l'interesse di Arthur e Vena Bryks nato anni più tardi per la tessitura.
Erano gli anni dell'inflazione dove un'opera d'arte veniva venduta a 200.000 marchi e mezzo chilo di pane costava 5.000 marchi.
Nel 1924 i Bryks ritornano in Svizzera fissando la loro dimora a Porza (un comune alla periferia di Lugano) a circa 40 chilometri di Ascona. Trovarono una piccola casa alle porte del paese con una vista spettacolare che molti amici che avevano girato il mondo definivano una vista paragonabile a quella della Baia di Rio de Janeiro. Il clima era mite come quello del Monte Verità e ben presto le piante di mimosa e glicine piantate davanti a casa raggiunsero il balcone del primo piano. Le piante di banano, qualche metro più in giù formavano un boschetto insieme alle camelie e agli oleandri. Il tavolo di granito sotto il pergolato era sempre imbandito per accontentare non solo la famiglia ma anche i molti ospiti che si annunciavano di persona venendo da tutte le parti del mondo senza preavviso. Dalla famiglia Bryks si usava così e le interessanti ore di visita molte volte finivano per diventare giorni, questo spesso senza interrompere il lavoro artistico di Arthur Bryks.
Incarichi di lavoro, viaggi di studio e mostre, portarono Arthur Bryks dal Ticino nelle più svariate parti del mondo. Fu spesso chiamato anche per il restauro di quadri di antichi maestri, sui quali aveva molto studiato e sapeva immedesimarsi, conoscendo con profondità le loro tecniche, ed eseguendo con molta delicatezza e rispetto ai lavori di restauro più difficili.
Mostre delle opere di Bryks si susseguirono a Zurigo (Kunsthaus 1922), Ginevra (1925), Berlino (1920, 1921 e 1923), Varsavia (1920 e 1921), Rotterdam (1924) e Aia (1924 e 1930), Milano (1926), Gerusalemme (1926), New York (1927 e 1928), Londra (1929), Parigi (1931 e 1932), Amsterdam (1938), Utrecht (1939), Amsterdam (Reichsmuseum, 1940), e tra il 1940 e 1945 altre mostre seguirono a Bruxelles, in India, in Africa, negli Stati Uniti e a Zurigo.
Nel 1923 a Porza, nella dimora dei Baroni von Alvensleben, fu creata un'associazione culturale internazionale denominata "Porza" in omaggio alla località ospitante. Ideatori e propugnatori ne furono tre esponenti del mondo culturale luganese di allora: Arthur Bryks insieme al pittore e poeta Werner von Alvensleben e l'artista ticinese Mario Bernasconi. L'associazione aveva lo scopo di offrire ai suoi membri la possibilità di lavorare, di concentrarsi e di creare in ambienti di tranquillità e di pace, lontani da tutte le noie che possono disturbare la riflessione e da ogni stress, in dimore appositamente costruite per loro, le cosiddette "Case di Porza" in mezzo al verde e alla natura ancora incontaminata nelle varie parti d'Europa. L'Associazione Porza organizzò importanti mostre: a Berlino nel 1928 dove insieme ai fondatori figuravano opere dello scultore Matarè, del pittore Max Dungert, di Kaethe Kollwitz, Marianne von Werefkin, Alexej Jawlensky, Klein, Muche, Nicolay Wassillieff, Otto Niemeyer, Arthur Segal, - e a Parigi (1939, Museo di Galliera) con oltre 60 opere tra cui quelle di Le Corbusier, Pierre Jeanneret, Robert Mallet-Stevens, les frères Martel, Pierre Chareau, Auguste Perret, Albert Gleizes.
Nel 1926 nasce Ly, figlia di Arthur e Vena Bryks. Qualche anno dopo, nel 1930, la famiglia Bryks va ad abitare per due anni a Parigi, ospite in una delle ville dell'industriale, filantropo e mecenate olandese Bernard Van Leer, già amico di lunga data di Arthur Bryks. La moglie di Bryks, Vena diventata un'affermata artista della tessitura, lavora in questo periodo per alcune case di alta moda parigine, mentre Arthur Bryks continua la sua incessante attività di pittore e scultore sempre immerso nella vita artistica e culturale di Parigi, frequentando scrittori ed artisti come sua consuetudine.
Nel 1932 i Bryks fecero ritorno a Porza. Tra il 1934 e il 1940 Arthur Bryks si recò a più riprese nei Paesi Bassi per varie commissioni e mostre. Nel 1938 anche la famiglia di Bryks lo raggiunse ad Amsterdam. Poco prima dell'invasione dei tedeschi dei Paesi Bassi, i Bryks dovettero fuggire in grande fretta e fecero ritorno in Svizzera.
Durante la Seconda Guerra mondiale, Arthur Bryks alterna la sua attività artistica con delle missioni segrete in Europa il cui scopo era salvare numerosi ebrei dai campi di concentramento, un'attività che tenne celata anche alla propria famiglia.
Nel 1948, Arhtur Bryks incontrò quello che diventerà uno dei più grandi collezionisti privati di arte italiana al mondo, Eric Estorick. L'influenza di Bryks sul giovane Eric fu fondamentale, al punto di determinare non solo la sua futura crescita nell'ambito del collezionismo d'arte, ma anche e soprattutto d'accrescere il suo desiderio di conoscere più da vicino l'arte contemporanea italiana. Sarebbe stato, infatti, proprio Bryks a mostrare per la prima volta ad Eric "le consunte pagine del libro di Boccioni sul Futurismo con quelle meravigliose illustrazioni dei cinque artisti: Balla, Boccioni, Carrà, Russolo e Severini". Da questo incontro in un certo senso casuale, nonché dalla fortuita scoperta del libro di Boccioni, nasce in Estorick la folgorante passione per l'arte italiana e, in particolare, per quella futurista.  Fu Arthur Bryks, a far conoscere ad Estorick, Mario Sironi, uno degli artisti chiave della importantissima collezione costituita da Eric Estorick. 
Nel rievocare questo contatto con gli artisti italiani, Eric Estorick si dichiarava profondamente riconoscente nei confronti di Arthur Bryks per aver fatto sbocciare in lui quella profonda passione per l'arte italiana che sarebbe poi durata per il resto della sua vita. Eric ricorda con particolare gratitudine l'amicizia con Bryks, purtroppo, per cause di forza maggiore, protrattasi ben poco nel tempo: "Arthur Bryks si trasferì poi all'inizio degli anni cinquanta in Israele e non ebbi più modo di vederlo. Nel corso degli anni ho sentito molte storie sul suo conto e so per certo che avrebbe ammirato con grande piacere la collezione d'arte italiana che sono riuscito a mettere insieme. Arthur Bryks è stato uno degli spiriti più creativi che abbia mai frequentato durante il corso della mia vita”.
Alla fine della seconda guerra mondiale c'è quasi una completa interruzione dell'attività artistica di Arthur Bryks per dedicarsi anima e corpo all'opera di riabilitazione degli invalidi di guerra con metodi e brevetti creati personalmente mettendo anche a disposizione moltissime delle sue opere artistiche per aste di beneficenza. Bryks ha collaborato con enti come la Pro Juventute (Svizzera), La Croce Rossa Internazionale, Il Ministro dell'Educazione di Israele ed altre enti di Paesi del Terzo Mondo.
Nel 1966, Bryks si ritirò per motivi di salute a Cernobbio sul Lago di Como. La sua cagionevole salute non gli permise di portare a termine la preparazione di una grande retrospettiva richiestagli da alcuni amici galleristi in Europa e negli Stati Uniti. Scomparve nel 1970 durante un suo soggiorno nella Riviera Ligure.